# 戈伊班達沙達爾烏帕齊拉
戈伊班達沙達爾乌帕齐拉是孟加拉国戈伊班達縣的一个乌帕齐拉，位於朗布爾专区的戈伊班達縣。。

## 人口
據1991年孟加拉國人口普查，戈伊班達沙達爾共有戶數68,483戶，人口359226人。其中男性佔比50.60%，女性佔比49.40%；成年人口172,249人。該地7歲以上人口之平均識字率為28.2%，低於全國平均值（32.4%）。